# Taheitia parvula
Taheitia parvula es una especie de molusco gasterópodo de la familia Truncatellidae en el orden de los Mesogastropoda.

## Distribución geográfica
Es endémica de Guam.  